# Gilles Bensimon
Gilles Bensimon (París, Francia, 29 de febrero de 1944) es un fotógrafo de modas francés y el director creativo internacional de la revista ELLE. Además, ha participado como fotógrafo del reality show America's Next Top Model.
Se unió a la revista ELLE francesa en 1967. Allí conoció a su primera esposa, Pascha. Cuando la edición estadounidense de ELLE fue creada en 1985, Bensimon fue invitado a participar en ella. Aquí fotografió a diversas modelos conocidas, incluyendo a Christy Turlington, Claudia Schiffer, Cindy Crawford, Naomi Campbell, Tyra Banks, Rachel Williams, Honor Fraser y Beverly Peele. También en 1985, conoció a su segunda esposa, la supermodelo australiana Elle Macpherson, de quien se divorció cuatro años después. En 1999, comenzó a ser el director de la revista ELLE estadounidense.
Tuvo una hija con Pascha y dos hijas con sus tercera esposa, la periodista Kelly Killoren Bensimon. En enero de 2006, la pareja anunció su separación. Desde entonces, Bensimon ha sido relacionado con muchas modelos, entre ellas Estella Alt.